# Magyarország a 2012. évi nyári paralimpiai játékokon
Magyarország a nagy-britanniai Londonban megrendezett 2012. évi nyári paralimpiai játékok egyik részt vevő nemzete volt. Az ország a játékokon 9 sportágban 33 sportolóval képviseltette magát, akik összesen 14 érmet szereztek, így az éremtáblázaton a 38. helyen végzett. Magyarország a 2012-ig negyedik legjobb eredményét érte el a londoni paralimpián.

## Eredmények

### Asztalitenisz
- Berecki Dezső apagyi versenyző férfi egyéniben (10-es kategória) az ötödik helyen végzett.[2] Csonka Andrással csapatban (9-10-es kategória) a negyeddöntőben a spanyoloktól 0:3-as vereséget szenvedett.
- Csonka András, a kecskeméti Univer-KTE versenyzője férfi egyéniben (8-as kategória) a negyeddöntőig jutott, ahol az első helyen kiemelt Zhao Shuai kínai versenyzőtől 0:3-ra kikapott.[3] Csapatban lásd Bereczki Dezsőnél.
- Pálos Péter enyhén értelmi fogyatékos asztaliteniszező férfi egyéniben (11-es kategória) 3:1-re verte a döntőben a dél-koreai Szon Bjeong Dzsunt, így aranyérmet szerzett.[4]

### Atlétika
- Biacsi Bernadett, Ilona ikertestvére a Szegedi VSE versenyzője az 1500 méteres síkfutásban (T20-as kategória) indult. 4:42,80 p. idővel szoros versenyben negyedik lett Ilona mögött. Testvérével együtt a magyar zászlót vitte a nyitóünnepségen.[5]
- Biacsi Ilona, Bernadett ikertestvére szintén a Szegedi VSE versenyzője és szintén az 1500 méteres síkfutásban (T20-as kategória) indult, 4:42,31 p. idővel a harmadik lett két lengyel futónő, Barbara Niewiedzial és Arleta Meloch mögött.[6] Testvérével együtt a magyar zászlót vitte a nyitóünnepségen.
- Orbán Csaba látássérült hosszútávfutó 3:01:02 órás idővel 12. helyen ért célba a maratoni futás (T12-es kategória) 18 fős mezőnyében.[7][8]
- Kanyó Zsolt váci atléta, a Váci Reménység SE kerekesszékes versenyzője gerelyhajításban (F54/55/56-os kategória) a 13. helyen végzett, így nem jutott döntőbe. Legjobb dobása 26,28 m volt, amely 2012-es addigi legjobbja volt, de elmaradt a korábbi 27,44 m-es egyéni csúcsától.[9][10]

### Cselgáncs
- Papp Gábor
- Szabó Nikolett Diána

### Erőemelés
- Sas Sándor
- Szávai Csaba

### Evezés
- Lengyel Mónika

### Kerekesszékes tenisz
- Farkas László

### Kerekesszékes vívás
- Dani Gyöngyi
- Juhász Tamás
- Juhász Veronika
- Krajnyák Zsuzsanna
- Mató Gyula
- Osváth Richárd
- Pálfi Judit
- Szekeres Pál

### Sportlövészet
- Dávid Krisztina
- Gurisatti Gyula

### Úszás
- Csuri Ferenc
- Engelhardt Katalin
- Illés Fanni
- Kézdi Réka
- Mellinger Csaba
- Ráczkó Gitta
- Sors Tamás
- Tóth Tamás
- Vereczkei Zsolt
- Zámbó Diána